# Sirio García Hernández
Sirio Abel García Hernández (Cuba, 1901-Madrid, 1937) fue un caricaturista cubano.

## Biografía
Habría nacido en 1901. Cubano, fue pensionado para instalarse en Madrid, a donde llegó muy joven tras haber participado en la prensa de La Habana. Colaboró en publicaciones periódicas como El Fígaro, La Política Cómica, Social y, ya en España, el periódico ABC o revistas como Buen Humor y Gutiérrez. Falleció en noviembre de 1937 en Madrid, durante la guerra civil española, según la revista Crónica enfermo de «una pleuresía, que degeneró en tuberculosis». No debe confundírsele con el caricaturista hispanoargentino homónimo «Sirio» (Nicanor Balbino Álvarez Díaz).